# Чан, Джеки
Дже́ки Чан  (англ. Jackie Chan; иер. трад. 陳港生, кант.-рус.: Чхань Конса́н, палл.: Чэнь Ганшэ́н, буквально: «Чхань, рождённый в Гонконге»; в Китае наиболее известен под сценическим псевдонимом Син Лун или Чэн Лун, кит. 成龍, иногда упоминается как Фон Силун; род. 7 апреля 1954[…], Пик Виктория, Британский Гонконг) — гонконгский, китайский и американский актёр кино и озвучивания, каскадёр, кинорежиссёр, кинопродюсер, сценарист, постановщик трюков и боевых сцен, певец, филантроп, мастер боевых искусств. Посол доброй воли ЮНИСЕФ. Кавалер ордена Британской империи, главный режиссёр Чанчуньской киностудии — старейшей киностудии в КНР.
Чан — один из самых популярных героев боевиков в мире, он известен своим акробатическим боевым стилем, комедийным даром, а также использованием всевозможных «подручных средств» в боях. Снялся в главных ролях более чем в 100 фильмах и является одним из наиболее знаменитых азиатских актёров в мире. Помимо кино, занимается и певческой карьерой — он поёт песни во многих своих фильмах и выпускает альбомы с 1980-х годов.
Лауреат почётной премии «Оскар» за вклад в киноискусство.

## Биография

### Ранние годы
Родился 7 апреля 1954 года в Гонконге в бедной китайской семье. Его родители Чарльз Чан (1914—2008) и Лили Чан (1916—2002) бежали в Гонконг с континента во время гражданской войны, а в 1960 году перебрались в Австралию. До переезда они работали поваром и горничной в резиденции консула Франции в Гонконге.
Учился Джеки в начальной школе «Nah-Hwa Primary School», но в возрасте 6 лет был отдан в школу пекинской оперы при Китайском институте оперных исследований в Гонконге. Помимо сценической подготовки, это помогло маленькому Чану научиться лучше владеть телом. Джеки увлекался и боевым искусством кунг-фу.
В эпизодических ролях в кино стал сниматься ещё ребёнком — в возрасте 8—10 лет снялся в массовке классики фильма в жанре оперы Хуанмэй «Вечная Любовь», в фильме «Большой и маленький Вон Тин Бар» в роли сына главной героини в исполнении Ли Лихуа и пекинской опере «История Цинь Сянлянь». В подростково-юношеском возрасте участвовал в трюковой массовке, в частности, фильмов «Кулак ярости» и «Выход дракона» с участием Брюса Ли. Чан входил в группу «Семи везунчиков» вместе с Саммо Хуном, Юэнем Бяо и Кори Квай, также ставших популярными актёрами.
В 1976 году Джеки Чан переехал к родителям в Канберру, где он недолго учился в «Dickson College» и работал строителем.

### Карьера

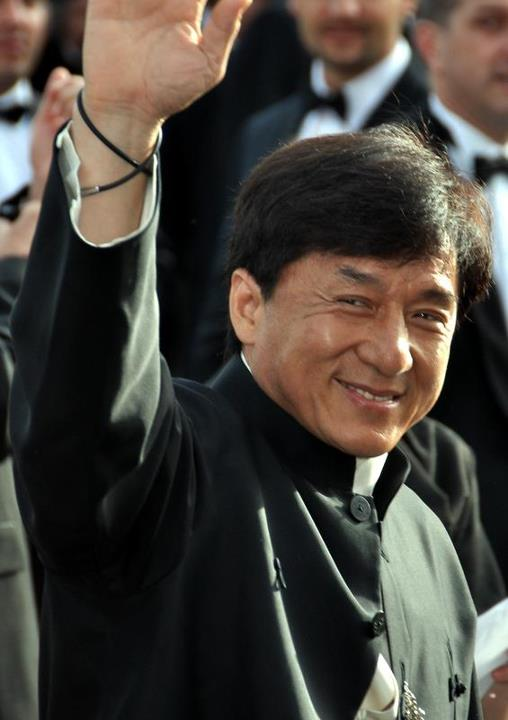
Джеки Чан на кинофестивале в Каннах. 2012 год

Карьеру в кино начал как каскадёр, иногда его занимали в эпизодах и небольших ролях. Уверенно владея кунг-фу, акробатикой, обладая хорошей пластикой и навыками сценического мастерства, Чан с середины 1970-х годов начинает играть более крупные роли, а затем сам ставит фильмы. Он делает картины развлекательного плана — комедии с демонстрацией боевых искусств и обычных уличных драк, постепенно формируя новый киножанр, в котором может работать только он (поскольку только Чан мог подвергать свою жизнь опасности ради очередного трюка).
Первым «прорывным» проектом Чана стал фильм «Змея в тени орла» 1978 года, комедия с боевыми искусствами. Режиссёр Юнь Вопхин разрешил Чану самому придумывать трюки. В этом же году Чан снялся в фильме «Пьяный мастер» того же режиссёра, закрепившем начало успешной карьеры. Он сыграл необычную для себя роль — китайского народного героя Вон Фэйхуна, представленного в юности разбитным и безалаберным малым. В этом смысле лента была довольно новаторской. Также весьма успешным оказался комический дуэт Чана и пожилого актёра Юнь Сиутхиня (также известного под именем Саймон Юэнь), отца знаменитого постановщика боевых сцен Юнь Вопхина.
В 1980-х годах он объединился со своими товарищами по Школе Пекинской Оперы - Саммо Хуном и Юэнем Бяо, с которыми появился в нескольких фильмах о «Счастливых звёздах» в ролях второго плана, главные роли исполнял Саммо Хун. Вместе они создали и этапные для гонконгского кино картины - «Проекта „А“», «Закусочная на колесах», «Драконы навсегда», имевшие большой успех и внесшие значительный вклад в появление Новой волны гонконгского кино вместе с фильмами режиссеров Цуй Харка, Вонг Карвая, Джона Ву и других. 
На съёмках «Проекта „А“» (Project «A») в 1983 году Чан официально создал команду каскадёров Джеки Чана, с которой и работал над последующими фильмами.
Чан неоднократно пытался пробиться на американский рынок в начале 1980-х годов с проектами «Большая драка», «Гонки „Пушечное ядро“», «Гонки „Пушечное ядро“ 2», «Покровитель».
Потерпев неудачу во время первых визитов в США, Чан возвращается в Гонконг, где снимает новаторские картины: «Полицейская история», где впервые в гонконгском кино представляет своего современника - героя-полицейского, эта лента получила премии Гонконгской киноакадемии как лучшая картина и за лучшую постановку боевых сцен.  Приключенческая картина «Доспехи бога» - оммаж историям о приключениях Индианы Джонса, гангстерская картина «Чудеса», дань уважения американским гангстерским картинам.
Настоящий успех в США пришёл к Чану после картины «Разборка в Бронксе» в 1995 году. В том же году телеканал MTV вручил ему награду за общие достижения в кинематографе. Чан стал таким же гарантированным «кассовым» актёром, как Чоу Юнь-Фат и Мишель Йео. Признание зрителей получили и другие работы — «Первый удар» («Полицейская история 4»), «Громобой», «Мистер Крутой».

В середине 90-х он продолжает сотрудничество с голливудскими студиями и, наконец, в 1998 году делает свой первый полностью американский хит — «Час пик», ставший одним из самых кассовых фильмов года. В нём он снялся вместе с набиравшим популярность комиком Крисом Такером. Популярный дуэт принял участие и в двух не менее успешных продолжениях — «Час пик 2» и «Час пик 3». Общие сборы всей трилогии составили около миллиарда долларов. Сейчас ходят слухи о возвращении полюбившихся героев в четвёртой части франшизы.

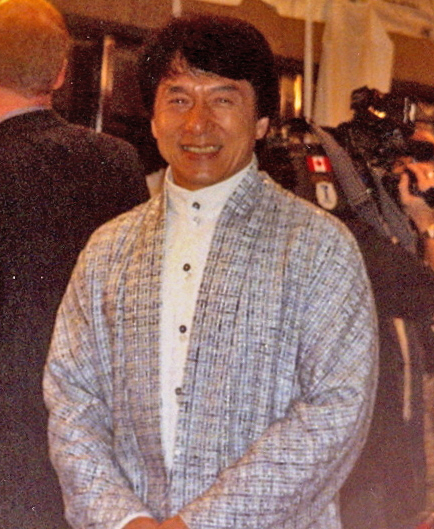
Toronto International Film Festival 2005

В то же время Чан начинает экспериментировать со своим амплуа, стараясь выпускать фильмы, непохожие один на другой. Так, в 1999 он примеряет на себя образ романтичного мечтателя (хоть и умело владеющего кунг-фу) в фильме «Великолепный», в 2000 году достигает большого успеха в паре с другим популярным американским комиком Оуэном Уилсоном в комедийном вестерне «Шанхайский полдень» и делает не очень удачные попытки совместить свой стиль с наложенными спецэффектами в дорогих, но провальных с коммерческой точки зрения фильмах «Смокинг», «Медальон», «Вокруг света за 80 дней».
После череды неудач в Голливуде состоялось триумфальное возвращение Чана в Гонконг с громкими хитами «Новая полицейская история», «Младенец на 30 000 000» и «Миф», в каждом из которых Чан представал в новом, неожиданном для его поклонников жанре. В «Новой полицейской истории» он сыграл немолодого полицейского-алкоголика, который мстит негодяям за смерть своих друзей, в «Младенце на 30 000 000» предстал в образе хитрого, но добродушного жулика, вынужденного ухаживать за украденным ребёнком, а в «Мифе», снятом в стиле фэнтези, сыграл две роли — легендарного китайского генерала, влюблённого в прекрасную принцессу, и учёного-археолога. Общее между этими героями только хорошее владение кунг-фу.
Успехом пользовался мультсериал «Приключения Джеки Чана», где Джеки после каждой серии отвечал на вопросы поклонников.
В 2008 году он впервые встретился на съёмочной площадке с другой крупнейшей азиатской кинозвездой Джетом Ли в фильме-сказке Роба Минкоффа «Запретное царство», однако кассовые результаты не удовлетворили создателей, а критики отнеслись к тандему великих мастеров без особого энтузиазма. В последующие годы Чан продолжает эксперименты, участвуя как в американских, так и китайских фильмах. Особенно большой успех снискал фильм «Каратэ-пацан», где Чан исполнил роль старого учителя героя Джейдена Смита.
В сентябре 2011 года был выпущен 100-й фильм Чана — «Падение последней империи».
В июле 2012 года на фестивале San Diego Comic-Con International Джеки Чан выразил свою заинтересованность в участии в боевике «Неудержимые 3».
Чан известен и как успешный поп-исполнитель; с 1984 года он выпустил более 100 песен на 20 альбомах. Он поёт на кантонском и севернокитайском языках, на японском и английском языках. Он также часто поёт заглавные песни для своих фильмов, но при выпуске в прокат фильмов в Европе и США эти песни, как правило, заменяются.
Звёзды Джеки Чана
на Аллеях Звёзд
Широко известен своей благотворительной деятельностью и участвует во множестве различных проектов. Часто выступает как посол доброй воли в различных акциях, например, против жестокого обращения с животными, помощи пострадавшим от цунами в Индийском океане в 2004 году или от наводнений в континентальном Китае. В июне 2006 года он объявил, что завещает на благотворительные цели половину своего состояния. В 2003 году выступил за то, чтобы выставка «United Buddy Bears», участники которой выступают за мир во всём мире, приехала в 2004 году в Гонконг. Во время открытия выставки Чан передал ЮНИСЕФ и двум другим детским организациям чек на общую сумму в 4,14 млн гонконгских долларов.
У Чана есть звёзды на Авеню Звёзд в Гонконге и на Аллее Звёзд в Голливуде, а также на Старом Арбате в Москве.
12 ноября 2016 года Джеки стал лауреатом награды почётный «Оскар» за его вклад в кинематограф.
Кроме того, Джеки дважды попадал в Книгу рекордов Гиннесса за «наибольшее число трюков в карьере» и «самое большое число упоминаний в титрах одного фильма». Так, в фильме «Доспехи Бога 3: Миссия Зодиак» Джеки был задействован на 15 должностях (актёр, режиссёр, сценарист, продюсер, оператор, осветитель, постановщик трюков, исполнитель песни, ответственный за питание съёмочной группы и др.), чем он побил рекорд Роберта Родригеса.
В 2020 году в его честь был назван новый вид перепончатокрылых насекомых: Acrotaphus jackiechani.

## Творческий стиль
Джеки Чан утверждает, что создал свой образ в противовес образу Брюса Ли и его многочисленных подражателей. Последний играл сосредоточенных и отважных бойцов, а Джеки — ленивых, иногда простоватых, но добрых и сильных парней, зачастую находящихся в натянутых отношениях с семьёй, друзьями или девушками. Однако в конце концов его герои всегда одерживают победу, несмотря на трудности.
В 2000-е годы Джеки Чан начинает больше экспериментировать с жанрами, героями и сюжетами. В одном из интервью он сказал, что хочет доказать, что он актёр, который умеет драться, а не боец, умеющий играть.
Джеки Чан часто говорит, что делал самостоятельно большую часть трюков, а также иногда дублировал других актёров. Во время выполнения трюков он часто получал травмы (во время финальных титров в его фильмах обычно демонстрируются неудавшиеся дубли и иногда 1-2 сцены с получением травм). Самые печальные последствия были после съёмок фильма «Доспехи Бога» (1986), когда в результате падения с дерева Джеки Чан получил тяжёлую черепно-мозговую травму и в буквальном смысле был на грани жизни и смерти. На протяжении многих лет Джеки неоднократно получал вывих таза, ломал пальцы рук и ног, нос, скулы, бёдра, грудину, шею, лодыжки и рёбра.

## Псевдонимы

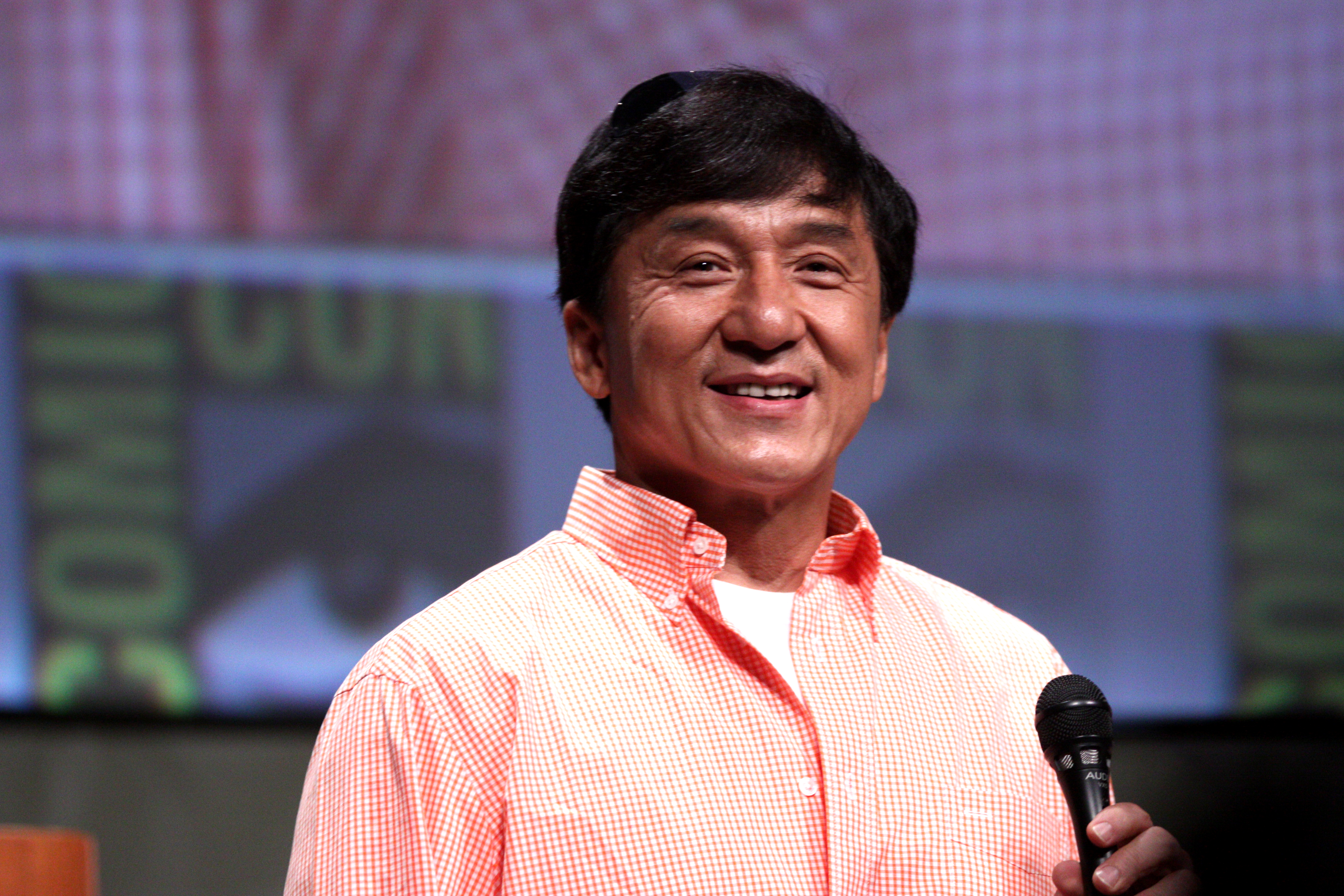
Comic-Con 2012

Прежде чем стать известным под именем Джеки, использовал множество псевдонимов. Поскольку он родился весом около 5,5 кг, мать дала ему прозвище Пао Пао («пушечное ядро»). Затем в оперной школе Чана называли Юэнь Ло в честь его учителя Ю Джим-Йена.
До 1976 года был известен как Чен Юэн Лун (Yuen-Lung Chan). Затем от своих австралийских товарищей получил имя Джеки. Когда Чан работал строителем, на стройплощадке работал парень по имени Джек, а Чана для простоты назвали Малым Джеком (затем Джеки). Поскольку настоящая фамилия его отца — Фан (кит. 房), китайское имя Джеки впоследствии было изменено на Фан Силун (кит. 房仕龍). Его также называют Син Лун на кантонском и Чен Лун на севернокитайском (кит. 成龙; Sing Lung, Cheng Long; «Становится драконом») — самый часто употребляемый псевдоним.
Снимался также под псевдонимами Yuan Lung Chan, Lung Chen, Long Cheng, Wellson Chin, Baseball Bat (за то, что самостоятельно выполнял опасные трюки, связанные с прыжками).

## Личная жизнь
Женат на тайваньской актрисе Линь Фэнцзяо (Лам Фунгю на кантонском диалекте). В автобиографии обозначен 1983 год, однако многие источники указывают дату 1 декабря 1982 года. 3 декабря 1982 года (в автобиографии Чана указан 1984 год) у них родился сын Чан Цзумин (Джейси Чан 房祖名 — актёр, певец).
У Чана также есть дочь Этта У Чжолинь (Ын Чхёклам, род. 19 ноября 1999) от внебрачной связи с актрисой Элейн У Цили. Однако Джеки не принимает участия в её воспитании, хотя и признал её.
Чан является буддистом.
Чан является гражданином Гонконга и США.
В 2009 году Чан получил звание почётного доктора от университета в Камбодже.
Чан — большой поклонник автоспорта. Имеет в своём гараже такой редкий спорткар, как Mitsubishi 3000GT, который полюбился актёру ещё со времён фильма «Громобой». Также он вместе с гонщиком Дэвидом Ченом является совладельцем китайской гоночной команды Jackie Chan DC Racing, экипаж которой в составе Тун Хопиня, Тома Лорана и Оливера Джарвиса в 2017 году выиграл гонку «24 часа Ле-Мана» в классе LMP2 и едва не одержал победу в общем зачёте, уступив всего один круг Porsche.
В молодости Чан негативно относился к политике Компартии Китая, однако со временем его взгляды изменились и он стал выражать поддержку официальным властям КНР. Так, в июле 2021 года Чан заявил, что поддерживает политический курс Компартии и сказал, что «горд быть китайцем» и что он «видит величие партии», которая, по его словам, достигает всего, что обещает. Также он заявил, что хотел бы вступить в ряды КПК.

## Фильмография

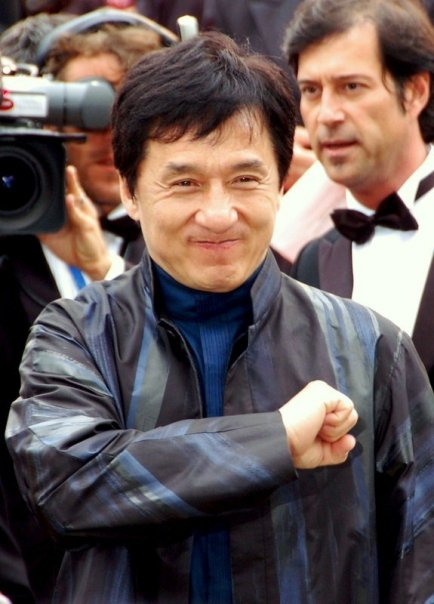
Джеки Чан на Каннском кинофестивале в 2008 году

Начиная с 1962 года Джеки Чан снялся в 150 фильмах.

### Роли отрицательных персонажей
Существует всего несколько фильмов, в которых Джеки Чан сыграл отрицательных персонажей:
- «Кулак Ярости» — ученик японской школы и дублёр мастера карате Судзуки;
- «Разборка в Гонконге» — предводитель банды;
- «Выход Дракона» с Брюсом Ли — охранник в подземной базе;
- «Сюрпризам нет конца» — убийца;
- «Убийца-метеор» (1976 год) — Ва Убинь — «Бессмертный Метеор».
- «Инцидент в Синдзюку» (2009 год) — «Железный Чжао» — глава китайской банды, части одной из семей японской мафии.

Отрицательные роли Чану часто предлагали в Голливуде, но он всегда давал отказ, поскольку опасался испортить имидж и попасть в список стереотипных кинозлодеев:
- В 1989 году Майкл Дуглас предложил ему роль главного злодея в боевике «Чёрный дождь», которая могла стать знаковой в его карьере. Чан отказался от этого предложения. Роль вскоре была отдана японскому актёру Юсаку Мацуда.
- В 1993 году Сильвестр Сталлоне предложил ему роль преступника Саймона Феникса в фильме «Разрушитель», сценарий которого он долго переписывал (именно с расчётом на то, что главным отрицательным персонажем будет азиат), но Чан вновь отказался, а роль исполнил Уэсли Снайпс.
- В 1997 году Чан отказался исполнить роль главного отрицательного персонажа в фильме «Смертельное оружие 4». Роль в итоге исполнил Джет Ли.

## Видеоигры
Существует несколько консольных видеоигр которые посвящены Чану, а также в некоторых из них он сам принимал активное участие в их разработке:
Jackie Chan in The Protector: игра вышла для платформы MSX в 1985 (Япония) и 1987 (Нидерланды) году по мотивам фильма «Покровитель» (The Protector).
Jackie Chan’s Action Kung Fu вышла в 1990 году и была разработана Now Production и издана Hudson Soft. Данная игра вышла на NES и TurboGrafx-16.
Jackie Chan Stuntmaster (В Европе имеет название Jackie Chan’s Stuntmaster) вышла в 2000 году эксклюзивно для PlayStation в жанре Beat ’em up. Разработана Radical Entertainment и издана Midway Home Entertainment (нынешняя Midway Games), и SIE. Это первая игра о Чане, которая была полностью в 3D и в создании которой участвовал сам Джеки, подарив своему же главному персонажу многие акробатические и боевые движения при помощи тогда набиравшей популярность технологий захвата движений.
Jackie Chan Adventures — игра, созданная по мотивам сериала «Приключения Джеки Чана». Версия для PlayStation 2 вышла в 2001 году и была разработана Atomic Planet Entertainment, а версия, разработанная Torus Games для Game Boy Advance вышла с подзаголовком Legend of the Dark Hand. Activision издана версия для GBA, а Sony Computer Entertainment — для PS2.

### Статьи
Анохин А. Дракон — каскадёр : Биография Джеки Чана / Анохин, Александр, Автор (Author) .- Мир фантастики.- № 4 (245) .- 2024 (Апрель). — С. 48 — 55; фотоил.